# Mahmud Abdul-Rzajevič Abilov
Mahmud Abdul-Rzajevič Abilov (rusko Махмуд Абдул-Рза Абилов), sovjetski general, * 15. september 1898, † 1972.

## Življenjepis
Med rusko državljansko vojno je bil pripadnik Rdeče armade in leta 1938 je sodeloval v bojih z Japonci.
Med drugo svetovno vojno je poveljeval naslednjim enotam: 146. strelska brigada (1941-42), 70. strelska divizija (1943-44) in 250. strelska divizija (1944-45). 
Končal je Vojaško akademijo Frunze (1942-43).